# Nephodia distincta
Nephodia distincta är en fjärilsart som beskrevs av W. Warren 1901. Nephodia distincta ingår i släktet Nephodia och familjen mätare. Inga underarter finns listade i Catalogue of Life.